# Jakob Milovanovič
Jakob Milovanovič (* 18. März 1984 in Kranj, SR Slowenien) ist ein ehemaliger slowenischer Eishockeyspieler, der einen Großteil seiner Karriere in der Ligue Magnus unter Vertrag stand.

## Karriere
Jakob Milovanovič stammt aus dem Nachwuchs des HK Triglav Kranj und spielte für diesen bereits als 16-Jähriger in der slowenischen Eishockeyliga. 2003 wurde er mit dem Klub slowenischer U20-Meister. 2005 wechselte er zu den Diables Rouges de Briançon in die französische Ligue Magnus. Mit den Roten Teufeln wurde er 2008 und 2009 französischer Vizemeister. Die Spielzeit 2009/10 verbrachte er beim Ligakonkurrenten Grenoble Métropole Hockey 38. Anschließend wechselte er in schneller Folge die Vereine. So spielte er in der Slowakei beim MsHK Žilina, in Italien bei der SG Pontebba, in Polen (KTH Krynica und KH Sanok), in Dänemark bei den Herning Blue Fox, in seiner slowenischen Heimat beim HDD Jesenice und immer wieder in Frankreich (in Briançon und Grenoble). Dabei gewann er mit den Diables Rouges de Briançon 2013 den französischen Eishockeypokal. 2016/17 spielte er beim Lyon Hockey Club und war dort Mannschaftskapitän. Anschließend beendete er seine Karriere.

### International
Im Juniorenbereich spielte Milovanovič für Slowenien bei den U18-Weltmeisterschaften der Division II 2001 und der Division I 2002 sowie den U20-Weltmeisterschaften der Division I 2003 und 2004.
Mit der der slowenischen Herren-Nationalmannschaft spielte er bei den Weltmeisterschaften 2006 und 2008 in der Top-Division. Nach dem Abstieg 2008 stand er 2009, 2010 und 2016 in der Division I auf dem Eis. Zudem vertrat er seine Farben bei der Olympiaqualifikation für die Winterspiele in Vancouver 2010.

## Erfolge und Auszeichnungen
- 2001 Aufstieg in die Division I bei der U18-Weltmeisterschaft der Division II
- 2003 Slowenischer U20-Meister mit dem HK Triglav Kranj
- 2013 Französischer Pokalsieger mit den Diables Rouges de Briançon
- 2010 Aufstieg in die Top-Division bei der Weltmeisterschaft der Division I, Gruppe B
- 2016 Aufstieg in die Top-Division bei der Weltmeisterschaft der Division I, Gruppe A

## Karrierestatistik
* = Milovanovič spielte 2010/11 mit dem MsHK Žilina in der Relegation, diese Daten sind in der Spalte „Play-offs“ angegeben.